# Perarrúa
Perarrúa (Perarruga en aragonés ribagorzano) es un municipio de la provincia de Huesca, en la comunidad autónoma de Aragón, España. Pertenece a la comarca de la Ribagorza y al partido judicial de Barbastro. Está situado en el valle del río Ésera, en la cuenca del río Cinca.

## Historia
Entre 1062 y 1093 su tenente fue Sancho Aznarez I de Bagón, siendolo también de Ainielle, Castejón de Sobrarbe, Biescas, San Esteban, Secorún y Senegüé.

## Demografía
Perarrúa cuenta con una población de 112 habitantes (INE 2024).
| Gráfica de evolución demográfica de Perarrúa entre 1842 y 2021 |
| |
| Población de derecho según los censos de población del INE Población de hecho según los censos de población del INEEntre el censo de 1857 y el anterior, crece el término del municipio porque incorpora a Besians |

| 1900 | 1910 | 1920 | 1930 | 1940 | 1950 | 1960 | 1970 | 1981 | 1991 | 1996 | 2004 |
| ---- | ---- | ---- | ---- | ---- | ---- | ---- | ---- | ---- | ---- | ---- | ---- |
| 589  | 544  | 602  | 539  | 539  | 600  | 408  | 238  | 192  | 127  | 147  | 123  |

## Geografía

### Núcleos de población del municipio
- Arués (deshabitado)
- Besiáns
- El Mon (deshabitado)
- Perarrúa (capital de municipio)

### Clima
Tiene un clima seco, con escasa precipitación y temperaturas cálidas, al respecto del pirineo aragonés .

## Administración y política
| Período   | Alcalde                      | Partido |  |
| --------- | ---------------------------- | ------- |  |
| 1979-1983 | Manuel Ballarín Ferraz       | UCD     |  |
| 1983-1987 |                              |         |  |
| 1987-1991 |                              |         |  |
| 1991-1995 |                              |         |  |
| 1995-1999 |                              |         |  |
| 1999-2003 |                              |         |  |
| 2003-2007 |                              |         |  |
| 2003-2007 |                              | PAR     |  |
| 2007-2011 | Manuel Santos Lalueza Ciutad | PAR     |  |
| 2011-2015 | Manuel Santos Lalueza Ciutad | PAR     |  |
| 2015-2019 | Manuel Santos Lalueza Ciutad | PAR     |  |

| Partido político    | Partido político                                   | 2003   | 2007   | 2011   | 2015   |
| Partido político    | Partido político                                   | Ediles | Ediles | Ediles | Ediles |
|                     | Partido Aragonés (PAR)                             | 4      | 5      | 5      | 5      |
|                     | Partido de los Socialistas de Aragón (PSOE-Aragón) | 1      | —      | —      | —      |
|                     | Partido Popular de Aragón (PP)                     | —      | —      | —      | —      |
|                     | Chunta Aragonesista (CHA)                          | —      | —      | —      | —      |
| Total de concejales | Total de concejales                                | 5      | 5      | 5      | 5      |

## Fiestas locales
- 29 de abril, San Pedro de Verona.
- 26 de julio, Santa Ana.

## Rutas
Las siguientes rutas de senderismo pasan por la localidad:
- PR-HU 49